# Rekșîn, Berejanî
Rekșîn (în ucraineană Рекшин) este localitatea de reședință a comunei Rekșîn din raionul Berejanî, regiunea Ternopil, Ucraina.

## Demografie
Componența lingvistică a localității Rekșîn
     Ucraineană (100%)
Conform recensământului din 2001, toată populația localității Rekșîn era vorbitoare de ucraineană (100%).